# دينيس هيدجير
دينيس هيدجير (22 سبتمبر 1986 في سويسرا - ) هو لاعب كرة قدم سويسري في مركز الوسط. لعب مع نادي بيل-بيين ونادي ثون ونادي يانغ بويز.

## وصلات خارجية
- دينيس هيدجير على موقع قاعدة بيانات كرة القدم.إي يو (الإنجليزية)
- دينيس هيدجير على موقع AS.com (الإسبانية)